# Onthophagus cancer
Onthophagus cancer är en skalbaggsart som beskrevs av Lansberge 1886. Onthophagus cancer ingår i släktet Onthophagus och familjen bladhorningar. Inga underarter finns listade i Catalogue of Life.